# 高松自動車道
高松自動車道（たかまつじどうしゃどう、英語: TAKAMATSU EXPWY）は、徳島県鳴門市から香川県を経由して愛媛県四国中央市へ至る高速道路（高速自動車国道）である。略称は高松道（たかまつどう）。国土開発幹線自動車道の路線名は、四国横断自動車道で、その一部にあたる。
当路線が神戸淡路鳴門自動車道（明石海峡大橋、大鳴門橋）と直結したことで京阪神方面への流れが大きく変わり、当路線を通過する京阪神方面 - 高松の高速バスは屈指のドル箱路線にまで成長している。
高速道路ナンバリングによる路線番号は、徳島自動車道（鳴門ジャンクション (JCT) - 徳島JCT間）と松山自動車道（川之江JCT - 松山インターチェンジ (IC) 間）とともに、「E11」が割り振られている。

## 概要

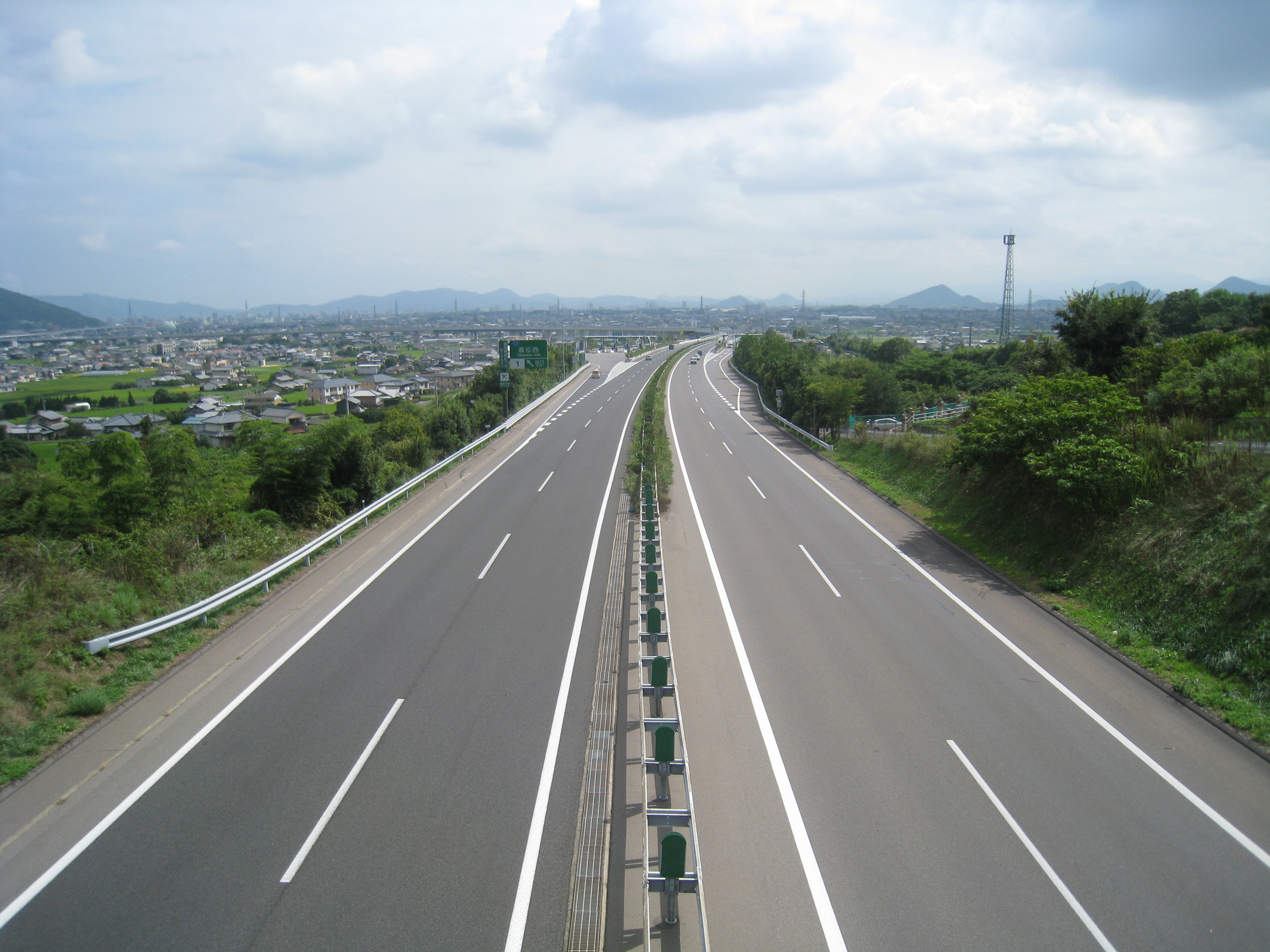
高松西IC付近

4車線道路としては交通密度が比較的低く、昼夜の交通量の差も激しい。当路線は逆走が多い路線でもあり、特に坂出ICでは2011年から2013年までの3年間で全国最多である5件の逆走が確認されているほか、2件以上の逆走が確認されたインターチェンジが津田東IC（2件）、大野原IC（2件）、豊浜SA（3件）の3施設存在している。
2017年11月21日に一般有料道路である国道11号 高松東道路が高速自動車国道である当路線（四国横断自動車道 阿南四万十線）に編入された
。津田東ICから木田郡三木町と高松市の境界までの区間は、元々は高速自動車国道（A路線）ではなく、「国道11号 高松東道路」という一般国道のバイパス道路（高速自動車国道に並行する一般国道自動車専用道路、A'路線）として建設された。そのため当路線に編入される前は、高速自動車国道と一般有料道路の境界には「ここから高速道路」、「ここから一般有料道路」と記された標識が設置されていた。この区間の最高速度は4車線化後も100 km/hにはならず80 km/hに設定される。また、建設費に税金（国は2/3、香川県は1/3）を充当する国土交通省の直轄事業と、日本道路公団（現在の西日本高速道路株式会社）が負担する有料道路事業が合併施行されているため、前後の元から高速自動車国道であった部分とは連続しているにも関わらず、開通時から個別採算制が適用されており、前後の部分と比較して割高な料金体系になっている。

## インターチェンジなど

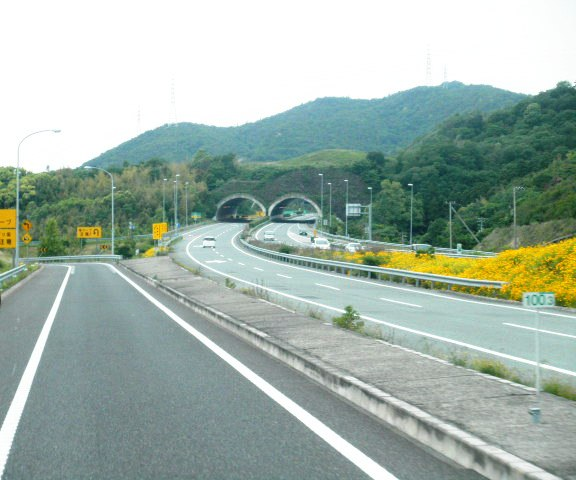
鳴門IC下り線から大代古墳トンネルを望む

- IC番号欄の背景色が■である区間は既開通区間に存在する。
施設欄の背景色が■である区間は未開通区間または未供用施設に該当する。
- スマートインターチェンジ (SIC) 等のETC専用ICは背景色■で示す。
- 路線名の特記がないものは市道。
- バスストップ (BS) のうち、○/●は運用中、◆は休止中の施設。★の三野BSは瀬戸内国際芸術祭秋会期開催中の2013年10月5日 - 同年11月4日のみ供用された臨時施設。無印はBSなし。

高松中央ICはインターチェンジ施設外に設置されているため△としている。
- 英略字は以下の項目を示す。
IC：インターチェンジ、SIC：スマートインターチェンジ、JCT：ジャンクション、SA：サービスエリア、PA：パーキングエリア、TB：本線料金所、BS：バスストップ

### 本線
| IC 番号                  | 施設名              | 接続路線名                                             | 起点 から (km) | BS | 備考                            | 所在地            | 所在地            |
| ------------------------ | ------------------- | ------------------------------------------------------ | -------------- | -- | ------------------------------- | ----------------- | ----------------- |
| E28 神戸淡路鳴門自動車道 |                     |                                                        |                |    |                                 |                   |                   |
| -                        | 鳴門TB              | -                                                      | 100.0          | -  | 坂出JCT方面のみ                 | 徳島県            | 鳴門市            |
| 12                       | 鳴門IC              | 国道11号（吉野川バイパス）                             | 100.2          |    |                                 | 徳島県            | 鳴門市            |
| 7                        | 鳴門JCT             | E11 徳島自動車道                                       | 101.6          | -  |                                 | 徳島県            | 鳴門市            |
| -                        | 鳴門西PA            | -                                                      | 108.2 108.5    | ○  | 下り線 上り線                   | 徳島県            | 鳴門市            |
| 8                        | 板野IC              | 県道229号板野インター線                                | 110.5          |    |                                 | 徳島県            | 板野郡 板野町     |
| 9                        | 引田IC              | 県道40号白鳥引田線                                     | 123.3          | ○  |                                 | 香川県            | 東かがわ市        |
| 10                       | 白鳥大内IC          | 県道41号大内白鳥インター線                             | 128.5          |    |                                 | 香川県            | 東かがわ市        |
| -                        | 大内BS              | -                                                      | 130.2          | ○  |                                 | 香川県            | 東かがわ市        |
| 11                       | 津田東IC            | 国道11号（現道）                                       | 136.2          |    |                                 | 香川県            | さぬき市          |
| -                        | 津田の松原SA 津田BS | -                                                      | 137.3          | ○  |                                 | 香川県            | さぬき市          |
| 12                       | 津田寒川IC          | 県道37号三木津田線                                     | 141.4          |    |                                 | 香川県            | さぬき市          |
| 13                       | 志度IC              | 県道141号石田東志度線                                  | 144.8          |    |                                 | 香川県            | さぬき市          |
| -                        | 志度BS              | -                                                      | 146.4          | ○  |                                 | 香川県            | さぬき市          |
| 14                       | さぬき三木IC        | 県道38号三木牟礼線 国道11号（高松東バイパス）          | 149.5          |    | 鳴門JCT方面出入口               | 香川県            | 木田郡 三木町     |
| -                        | 獅子の里三木BS      | -                                                      | 150.9          | ○  |                                 | 香川県            | 木田郡 三木町     |
| 15                       | 高松東IC            | 国道11号（高松東バイパス）                             | 152.4          |    | 坂出JCT方面出入口               | 香川県            | 高松市            |
| 16                       | 高松中央IC          | 県道43号中徳三谷高松線                                 | 156.3          | △  |                                 | 香川県            | 高松市            |
| 17                       | 高松檀紙IC          | 国道11号（高松南バイパス）                             | 162.9          |    | 鳴門JCT方面出入口               | 香川県            | 高松市            |
| 1                        | 高松西IC            | 県道12号三木国分寺線                                   | 165.4 0.0      |    | 坂出JCT方面出入口               | 香川県            | 高松市            |
| 1-1                      | 府中湖PA/SIC        | 県道184号綾川府中線（市道経由）                        | 7.3            |    |                                 | 香川県            | 坂出市            |
| 2                        | 坂出JCT             | E11 高松自動車道 坂出支線 （E30 瀬戸中央自動車道方面） | 14.0           | -  |                                 | 香川県            | 坂出市            |
| -                        | 丸亀BS              | -                                                      | 17.2           | ○  |                                 | 香川県            | 丸亀市            |
| 3                        | 善通寺IC            | 国道319号（善通寺池田道路（候補路線）                  | 21.6           | ○  |                                 | 香川県            | 善通寺市          |
| -                        | 三野BS              | -                                                      | 27.7           | ★  | 臨時 (詳細上述)                 | 香川県            | 三豊市            |
| 3-1                      | 三豊鳥坂IC          | 県道220号大見吉津仁尾線                                | 29.5           |    | 坂出JCT方面出入口               | 香川県            | 三豊市            |
| -                        | 高瀬PA              | -                                                      | 32.2           | ◆  |                                 | 香川県            | 三豊市            |
| 4                        | さぬき豊中IC        | 国道11号                                               | 36.3           |    |                                 | 香川県            | 三豊市            |
| -                        | 観音寺SIC           |                                                        | 39.8           |    | SICは2025年度末供用開始予定     | 香川県            | 観音寺市          |
| -                        | 観音寺BS            | -                                                      | 40.8           | ○  |                                 | 香川県            | 観音寺市          |
| 5                        | 大野原IC            | 国道11号                                               | 45.3           |    |                                 | 香川県            | 観音寺市          |
| -                        | 豊浜SA              | -                                                      | 49.0 49.5      | ◆  | 上り線 下り線                   | 香川県            | 観音寺市          |
| 6                        | 川之江JCT           | E11 松山自動車道 E32 高知自動車道                      | 56.8           | -  | 高知道川之江東JCTで徳島道と接続 | 愛媛県 四国中央市 | 愛媛県 四国中央市 |
| E11 松山自動車道         |                     |                                                        |                |    |                                 |                   |                   |

- 高松西ICから松山方面に向けて開通した経緯から、IC番号とキロポストは高松西ICを起点に振り分けられている。残る鳴門TB/IC - 高松西IC間では、IC番号は川之江JCTの「6」から連続する「7」を鳴門JCTに割り振り以降高松檀紙ICの「17」まで連番（鳴門ICには神戸西ICから連続する神淡鳴道の「12」を付与）、またキロポストは100KPを基準に設置されている。

### 坂出支線
- 全区間香川県坂出市内に所在。

| E30 瀬戸中央自動車道 |         |                              |       |   |                         |
| -                    | 坂出TB  | -                            | 500.0 | - | 坂出JCT方面のみ         |
| 5                    | 坂出IC  | 国道11号（坂出丸亀バイパス） | 500.0 | ◆ |                         |
| 2                    | 坂出JCT | E11 高松自動車道 本線        | 502.0 | - | キロポストは501.7KPまで |

- 坂出TB/IC - 坂出JCT間のキロポストは500KPを基準に設置されている。

## 歴史

### 全線4車線化
高松市以西の区間については、1987年（昭和62年）および、1992年（平成4年）の開通当初から4車線で供用されていたが、のちに開通した高松市以東の区間については、暫定2車線（対面通行）による開通となった。
そして、1998年（平成10年）4月5日に明石海峡大橋が開通したことによって、香川県東部から京阪神方面への交通が、それまでの瀬戸大橋経由から明石海峡大橋経由に大きくシフトし、また2002年（平成14年）7月21日に、鳴門IC - 板野IC間が開通したことにより、当路線が神戸淡路鳴門自動車道に直接接続すると、香川県と京阪神を結ぶ高速バスも明石海峡大橋経由に経路変更されるなど、当路線の高松市以東は京阪神方面へのメインルートとしての性格を強めていった。
ところが、高松市以東の区間は暫定2車線供用であったため、対面通行が交通事故の原因となった重大事故（正面衝突）が多発、また帰省ラッシュが発生するお盆や年末年始など、交通集中期には県境をまたぐ大坂トンネルを中心に激しい渋滞が発生し、高速バスも定時性が確保できないなど、メインルートとしてその需要に応えきれない状態が続いた。また、4車線化の目安となる一日当たりの交通量1万台も全線で超えており、香川県など地元自治体は、早期の4車線化を要望していた。
そのような中、2009年（平成21年）4月27日に開催された第4回国土開発幹線自動車道建設会議で、鳴門IC - 三木町と高松市の境界までの4車線化が盛り込まれた。
しかし、その直後の同年8月30日、第45回衆議院議員総選挙により与党である自由民主党が敗れ、民主党へ政権交代したことにより、「コンクリートから人へ」というマニフェストのスローガンに準拠する形で、建設費約680億円が見込まれる当路線の全線4車線化は凍結された。この時、香川県はすでに地方負担分を計上した補正予算を議決済みだった。
その後、政府による検証の結果、高速道路料金の割引財源を転用して4車線化を整備する方針が示され、関連法案が国会に提出されたものの結局廃案となり、予算が確保できなくなった4車線化は再び不透明な状態となった。そして2012年（平成24年）4月6日、「渋滞は経済的損失が大きく、東日本大震災の教訓もある」という同じ民主党である前田武志国土交通大臣の説明によって、ようやく凍結は解除され、施工と凍結で二転三転し、政治に振り回された形となった当路線の4車線化はようやく決定された。
凍結解除時点で、4車線化事業を行う全線の用地取得は全て完了しており、総事業費650億円で全線4車線化の工事を進め、暫定2車線区間の解消に努め、2019年3月8日に全線4車線化された。
鳴門IC - 高松東ICにおける対面通行区間（開通時）
| 区間                    | キロポスト        | 延長   | 構造物（長さ）                                                      |
| ----------------------- | ----------------- | ------ | ------------------------------------------------------------------- |
| 鳴門JCT - 鳴門西PA      | 101.6KP - 107.6KP | 6.0 km | 大谷トンネル(456 m)                                                 |
| 板野IC - 白鳥大内IC     | 111.3KP - 119.7KP | 8.4 km | 南唱谷トンネル(603 m)、北唱谷トンネル(684 m)、大坂トンネル(2,032 m) |
| 板野IC - 白鳥大内IC     | 121.3KP - 127.4KP | 6.1 km | 白鳥トンネル(696 m)                                                 |
| 白鳥大内IC - 津田東IC   | 129.2KP - 134.9KP | 5.7 km |                                                                     |
| 津田の松原SA - 志度IC   | 137.2KP - 144.6KP | 7.4 km | 津田トンネル(977 m)、志度トンネル(564 m)                            |
| 志度IC - 獅子の里三木BS | 147.5KP - 150.8KP | 3.3 km | 三木トンネル(783 m)                                                 |

4車線化に伴い、国道11号 高松東道路の自動車専用道路区間となっていた津田東IC - 三木町と高松市の境界間について高松自動車道と位置付けることとされたため、前述のとおり、2017年11月21日に編入された。なお、旧高松東道路区間も標識では「高松自動車道」と案内されていた。

### 年表
- 1987年（昭和62年）12月16日 : 善通寺IC - 松山自動車道の三島川之江IC間が開通[16]。
- 1992年（平成4年）
  - 1月30日 : 川之江JCTの供用により高知自動車道と接続[16]。
  - 4月19日 : 高松西IC - 善通寺IC間および、坂出支線の坂出JCT - 坂出IC間の開通により坂出ICで瀬戸中央自動車道と接続[16][17]。
- 1998年（平成10年）3月26日 : 国道11号 高松東道路の津田東IC - さぬき三木IC間が開通[16]。
- 2001年（平成13年）3月29日 : 板野IC - 津田東IC、三木町と高松市の境界（現在の高松東IC付近） - 高松中央IC間が開通。同時に国道11号 高松東道路のさぬき三木IC - 三木町と高松市の境界間が開通および、3月27日15時 津田の松原SAが供用[16]。
- 2002年（平成14年）7月21日 : 鳴門IC - 板野IC間の開通により神戸淡路鳴門自動車道と接続[16][注釈 3]
- 2003年（平成15年）3月30日 : 高松中央IC - 高松西IC間の開通により全線開通[16]。同時に高松東ICが供用。
- 2006年（平成18年）3月24日 : 三豊鳥坂ICが供用[18]。
- 2009年（平成21年）
  - 4月27日 : 第4回国幹会議で、残る高松東IC - 鳴門ICの4車線化が盛り込まれる[10][11]。
  - 10月 : 民主党の補正予算見直しで、高松東IC - 鳴門ICの4車線化事業が凍結。
- 2010年（平成22年）
  - 4月9日 : 前原誠司国土交通大臣（当時）が2009年10月の補正予算見直しで全面凍結していた4車線化6区間のうち、高松東IC - 鳴門ICの4車線化事業など4区間を整備すると発表[19]。
  - 12月4日 : 4車線化整備の前提となる道路整備事業財政特別措置法改正案が、第176回国会閉会に伴い廃案し事実上の再凍結[20]。
- 2011年（平成23年）
  - 9月20日 : 台風15号の大雨によって下り線の鳴門西PA東約2 km付近で路面が変形したため、鳴門IC - 板野IC間が上下線通行止[21]。その後、上り線の板野IC東約1 km付近において、切土のり面の一部変形が発見された[22]。
  - 10月3日 : 鳴門IC - 板野IC間が暫定復旧[23]。
- 2012年（平成24年）1月21日 : 鳴門IC - 板野IC間が本復旧[24]。
- 2013年（平成25年）
  - 5月 : 板野IC - 引田ICで4車線化工事を着工[25]。
  - 9月4日 : 緊急工事のため7時27分より上下線通行止となっていた鳴門IC - 板野IC間は、折から続いていた台風17号の大雨によって、鳴門西PAから約2 km東付近で切土のり面の一部に変状が発生しているのが発見されたため、引き続き上下線とも通行止[26]。
  - 9月11日 : 災害のため通行止となっていた鳴門IC - 板野IC間の応急復旧工事が完了したため、9時より同区間の上下線ともに通行止を解除[27]。
- 2015年（平成27年）3月14日 : 鳴門JCTの供用により徳島自動車道と接続[16]。
- 2017年（平成29年）11月21日 : 国道11号 高松東道路の自動車専用道路が高松自動車道に編入。
- 2018年（平成30年）
  - 4月13日 : 志度IC - 高松東IC間が4車線化。
  - 4月25日 : 志度トンネル（津田寒川IC - 志度IC間） - 志度IC間が4車線化。
  - 12月19日 : 志度IC - 津田東IC間が4車線化。
- 2019年（平成31年）
  - 2月14日：板野IC - 大坂トンネル出口先間・引田IC - 白鳥大内IC間が4車線化。
  - 3月8日 : 鳴門IC - 志度IC間が4車線化[15][28]。これにより全線4車線化[15][28]。

## 路線状況

### 車線・最高速度
| 区間                 | 車線   | 車線   | 車線   | 最高速度 | 備考 |
| 区間                 | 上下線 | 上り線 | 下り線 | 最高速度 | 備考 |
| 本線                 | 本線   | 本線   | 本線   | 本線     | 本線 |
| -------------------- | ------ | ------ | ------ | -------- | ---- |
| 鳴門IC - 鳴門JCT     | 6      | 3      | 3      | 100 km/h | ※1   |
| 鳴門JCT - 津田東IC   | 4      | 2      | 2      | 100 km/h |      |
| 津田東IC - 高松西IC  | 4      | 2      | 2      | 80 km/h  | ※2   |
| 高松西IC - 川之江JCT | 4      | 2      | 2      | 100 km/h |      |
| 坂出支線             |        |        |        |          |      |
| 坂出IC/TB - 坂出JCT  | 4      | 2      | 2      | 80 km/h  |      |

- ※1 : 約1kmと距離が短いため。
- ※2 : 津田東IC - 三木町・高松市境間はかつての高松東道路区間。

### サービスエリア・パーキングエリア
売店は津田の松原サービスエリア (SA)、豊浜SA、府中湖パーキングエリア (PA) に設置されている。24時間営業を行っているのは豊浜SAのみである。ガソリンスタンド、レストランは津田の松原SAと豊浜SAに設置されており、豊浜SAのガソリンスタンドを除いて24時間営業はしていない。なお、豊浜SA以外に四国の高速道路には24時間営業のガソリンスタンドは一切無い。

### 主なトンネルと橋
| 区間                  | 構造物名         | 長さ    | 長さ    |
| 区間                  | 構造物名         | 上り線  | 下り線  |
| --------------------- | ---------------- | ------- | ------- |
| 鳴門IC - 鳴門JCT      | 大代古墳トンネル | 77 m    | 77 m    |
| 鳴門JCT - 鳴門西PA    | 大谷トンネル     | 456 m   | 491 m   |
| 板野IC - 引田IC       | 南唱谷トンネル   | 642 m   | 603 m   |
| 板野IC - 引田IC       | 北唱谷トンネル   | 687 m   | 684 m   |
| 板野IC - 引田IC       | 大坂トンネル     | 2,119 m | 2,032 m |
| 引田IC - 白鳥大内IC   | 白鳥トンネル     | 708 m   | 696 m   |
| 津田東IC - 津田寒川IC | 津田トンネル     | 968 m   | 977 m   |
| 津田寒川IC - 志度IC   | 志度トンネル     | 564 m   | 564 m   |
| 志度IC - さぬき三木IC | 三木トンネル     | 784 m   | 783 m   |
| 高松西IC - 府中湖PA   | 国分寺トンネル   | 321 m   | 335 m   |
| 府中湖PA - 坂出JCT    | 飯山トンネル     | 809 m   | 806 m   |
| 高瀬PA - さぬき豊中IC | 眉山トンネル     | 478 m   | 514 m   |
| 豊浜SA - 川之江JCT    | 魚見山トンネル   | 492 m   | 502 m   |
| 豊浜SA - 川之江JCT    | 上之山トンネル   | 332 m   | 312 m   |
| 豊浜SA - 川之江JCT    | 鳥越トンネル     | 1,040 m | 918 m   |
| 豊浜SA - 川之江JCT    | 山田井トンネル   | 460 m   | 377 m   |

#### トンネルの数
| 区間     | 区間                    | 上り線 | 下り線 |
| -------- | ----------------------- | ------ | ------ |
| 本線     | 鳴門TB/IC - 鳴門西PA    | 2      | 2      |
| 本線     | 鳴門西PA - 板野IC       | 0      | 0      |
| 本線     | 板野IC - 引田IC         | 3      | 3      |
| 本線     | 引田IC - 白鳥大内IC     | 1      | 1      |
| 本線     | 白鳥大内IC - 津田東IC   | 0      | 0      |
| 本線     | 津田東IC - 津田寒川IC   | 1      | 1      |
| 本線     | 津田寒川IC - 志度IC     | 1      | 1      |
| 本線     | 志度IC - さぬき三木IC   | 1      | 1      |
| 本線     | さぬき三木IC - 高松西IC | 0      | 0      |
| 本線     | 高松西IC - 府中湖PA     | 1      | 1      |
| 本線     | 府中湖PA - 坂出JCT      | 1      | 1      |
| 本線     | 坂出JCT - 高瀬PA        | 0      | 0      |
| 本線     | 高瀬PA - さぬき豊中IC   | 1      | 1      |
| 本線     | さぬき豊中IC - 豊浜SA   | 0      | 0      |
| 本線     | 豊浜SA - 川之江JCT      | 4      | 4      |
| 坂出支線 | 坂出TB/IC - 坂出JCT     | 0      | 0      |
| 合計     | 合計                    | 16     | 16     |

### 道路管理者
- 西日本高速道路株式会社 四国支社
  - 徳島管理事務所 : 鳴門TB/IC - 引田IC
  - 香川管理事務所 : 引田IC - 川之江JCT、坂出TB/IC - 坂出JCT

#### ハイウェイラジオ
- 国分寺（高松西IC - 府中湖PA）
- 観音寺（観音寺BS - 大野原IC）

### 通行料金
旧高松東道路区間と元から高速自動車国道であった区間を連続して走行する場合、旧高松東道路区間の15.6 kmを除いた距離で高速自動車国道区間の料金を算定し、これに旧高松東道路の通行料金を加算する。旧高松東道路を全線利用した場合の通行料金は以下の通り。
- 軽自動車等 460円
- 普通車 570円
- 中型車 670円
- 大型車 930円
- 特大車 1,540円

津田東IC以西から流入し高松中央IC以西で流出（もしくはこの逆）した場合の旧高松東道路の通行料金は、さぬき三木ICまでの料金に以下の額を加算する。   
- 軽自動車等 50円
- 普通車、中型車 100円
- 大型車 150円
- 特大車 200円（ただし志度ICからは250円）

### 交通量

#### 本線
24時間交通量（台）　道路交通センサス
| 区間                      | 平成17（2005）年度 | 平成22（2010）年度 | 平成27（2015）年度 | 令和3（2021）年度 |
| ------------------------- | ------------------ | ------------------ | ------------------ | ----------------- |
| 鳴門IC - 鳴門JCT          | 07,910             | 11,543             | 13,179             | 12,413            |
| 鳴門JCT - 板野IC          | 07,910             | 11,543             | 12,504             | 13,105            |
| 板野IC - 引田IC           | 10,229             | 13,663             | 14,532             | 14,962            |
| 引田IC - 白鳥大内IC       | 10,518             | 13,874             | 14,569             | 14,998            |
| 白鳥大内IC - 津田東IC     | 11,312             | 14,946             | 15,833             | 15,990            |
| 津田東IC - 津田寒川IC     | 11,918             | 15,767             | 16,666             | 16,805            |
| 津田寒川IC - 志度IC       | 12,274             | 16,216             | 17,035             | 17,269            |
| 志度IC - さぬき三木IC     | 12,358             | 16,397             | 17,382             | 17,715            |
| さぬき三木IC - 高松東IC   | 11,032             | 14,660             | 15,635             | 16,257            |
| 高松東IC - 高松中央IC     | 12,443             | 16,968             | 18,091             | 18,734            |
| 高松中央IC - 高松檀紙IC   | 13,455             | 19,061             | 20,546             | 21,657            |
| 高松檀紙IC - 高松西IC     | 10,613             | 15,307             | 16,377             | 17,518            |
| 高松西IC - 府中湖PASIC    | 21,143             | 26,744             | 26,963             | 26,422            |
| 府中湖PASIC - 坂出JCT     | 21,143             | 27,226             | 27,258             | 26,657            |
| 坂出JCT - 善通寺IC        | 21,090             | 27,093             | 28,036             | 26,497            |
| 善通寺IC - 三豊鳥坂IC     | 21,176             | 26,946             | 27,555             | 25,492            |
| 三豊鳥坂IC - さぬき豊中IC | 21,176             | 24,672             | 25,244             | 23,032            |
| さぬき豊中IC - 大野原IC   | 18,344             | 21,950             | 22,517             | 20,717            |
| 大野原IC - 川之江JCT      | 18,518             | 21,259             | 22,024             | 19,989            |

（出典：「平成22年度道路交通センサス」・「平成27年度全国道路・街路交通情勢調査」・「令和3年度全国道路・街路交通情勢調査」（国土交通省ホームページ）より一部データを抜粋して作成）
- 令和2年度に実施予定だった交通量調査は、新型コロナウイルスの影響で延期された[30]。

交通量は全体的に西高東低となっているが、山となるのは瀬戸大橋に接続している坂出JCTである。四国地方における高速道路では最大の混雑路線であり、高松西IC - 坂出JCT間の交通量27,226台は、四国地方の高速道路で最多である。

#### 坂出支線
24時間交通量（台）　道路交通センサス
| 区間             | 平成17（2005）年度 | 平成22（2010）年度 | 平成27（2015）年度 | 令和3（2021）年度 |
| ---------------- | ------------------ | ------------------ | ------------------ | ----------------- |
| 坂出IC - 坂出JCT | 12,721             | 19,123             | 21,124             | 17,566            |

（出典：「平成22年度道路交通センサス」・「平成27年度全国道路・街路交通情勢調査」・「令和3年度全国道路・街路交通情勢調査」（国土交通省ホームページ）より一部データを抜粋して作成）
- 令和2年度に実施予定だった交通量調査は、新型コロナウイルスの影響で延期された[30]。

## 地理

### 通過する自治体
- 徳島県
  - 鳴門市 - 板野郡板野町
- 香川県
  - 東かがわ市 - さぬき市 - 木田郡三木町 - 高松市 - 綾歌郡綾川町 - 坂出市 - 丸亀市 - 坂出市 - 丸亀市 - 善通寺市 - 三豊市 - 観音寺市
- 愛媛県
  - 四国中央市

### 接続する高速道路
- E28 神戸淡路鳴門自動車道（鳴門ICで直結）
- E11/E32 徳島自動車道（鳴門JCTで接続）
- E30 瀬戸中央自動車道（坂出TB/ICで直結）
- E11/E56 松山自動車道（川之江JCTで直結）
- E32/E56 高知自動車道（川之江JCTで接続）

## ギャラリー

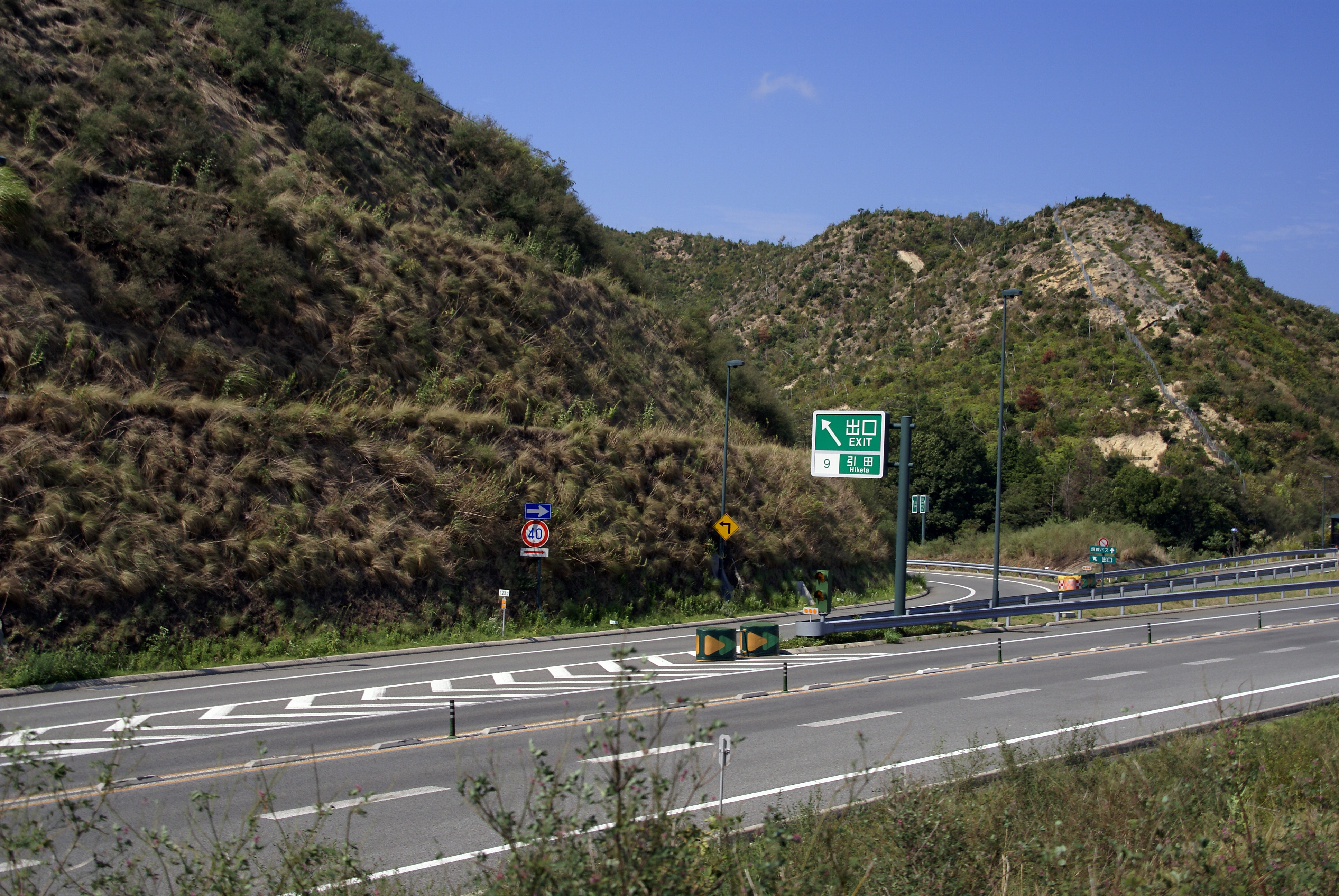
引田ICの下り線出口方向を望む
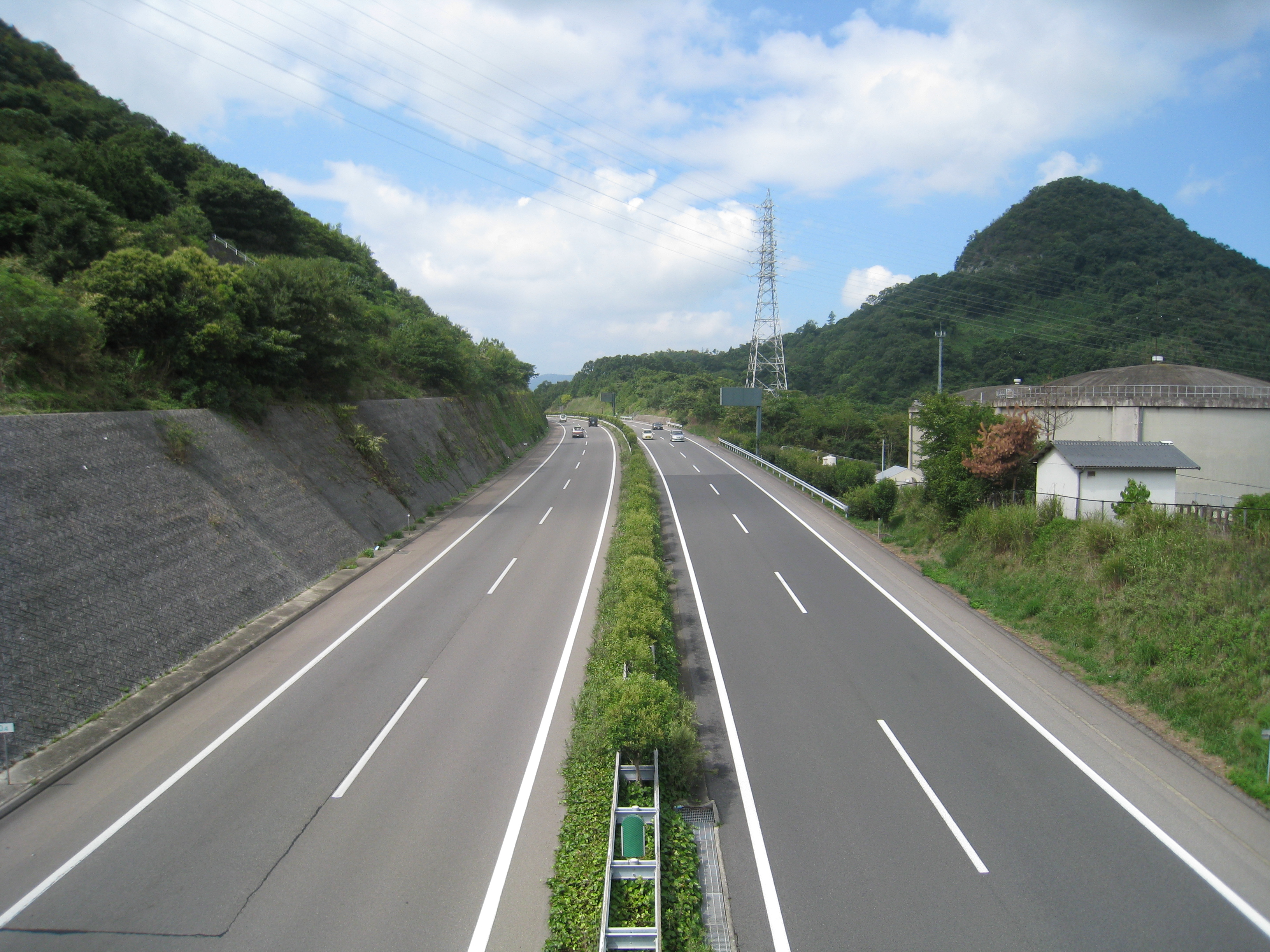
高松西IC付近から下り線方面を望む